# گورستان گور بلاغ قاباقی
قبرستان گور بلاغ قاباقی مربوط به هزاره اول قبل از میلاد است و در شهرستان ورزقان، بخش مرکزی، دهستان ازومدل جنوبی، ۵ کیلومتری جنوب روستای قره بلاغ واقع شده و این اثر در تاریخ ۲۷ بهمن ۱۳۸۷ با شمارهٔ ثبت ۲۴۷۰۹ به‌عنوان یکی از آثار ملی ایران به ثبت رسیده است.